# Sam Rolfe
Sam Rolfe est un scénariste, producteur, acteur et compositeur américain né le 18 février 1924 à New York (États-Unis), mort le 10 juillet 1993 à Los Angeles (Californie).

## Filmographie

### comme scénariste
- 1953 : L'Appât (The Naked Spur)
- 1955 : Le Tigre du ciel (The McConnell Story)
- 1955 : Dix Hommes pour l'enfer (Target Zero) de Harmon Jones
- 1956 : Les Piliers du ciel (Pillars of the Sky)
- 1964 : To Trap a Spy (en)
- 1970 : The Mask of Sheba (TV)
- 1971 : They Call It Murder (en) (TV)
- 1972 : Hardcase (TV)
- 1972 : The Delphi Bureau (en) (TV)
- 1972 : Climb an Angry Mountain (TV)
- 1974 : Manhunter (en) (TV)
- 1974 : This Is the West That Was (TV)
- 1975 : Matt Helm (TV)
- 1976 : Law of the Land (TV)
- 1977 : Rosetti and Ryan: Men Who Love Women (TV)
- 1977 : Relentless (TV)
- 1981 : Hôpital sous surveillance (Killjoy) (TV)
- 1983 : The Return of the Man from U.N.C.L.E. (TV)
- 1986 : On Wings of Eagles (feuilleton TV)

### comme producteur
- 1957 : Have Gun - Will Travel (série télévisée)
- 1962 : The Eleventh Hour (en) (série télévisée)
- 1965 : The Spy with My Face (en)
- 1967 : Dundee and the Culhane (en) (série télévisée)
- 1970 : The Mask of Sheba (TV)
- 1972 : The Delphi Bureau (en) (série télévisée)
- 1978 : Kaz (série télévisée)
- 1979 : Big Shamus, Little Shamus (en) (série télévisée)
- 1981 : Hôpital sous surveillance (Killjoy) (TV)